# Vicky McClure
Vicky Lee McClure (Nottingham, 8 mei 1983) is een Britse actrice en model.

## Biografie
McClure doorliep de middelbare school aan de Fernwood Comprehensive School in Nottingham. Zij werd ontdekt door Samantha Morton, toen McClure deelnam aan het Central Television Workshop in Nothingham. Dankzij Morton kon zij beginnen aan haar acteercarrière.
McClure begon in 1999 met acteren in de film A Room for Romeo Brass, waarna zij nog meerdere rollen speelde in films en televisieseries.
McClure trad in de videoclip van Jake Bugg op met het lied Two Fingers.

## BAFTA Awards
- 2015 in de categorie Beste Actrice in een Bijrol met de televisieserie Line of Duty – genomineerd.
- 2012 in de categorie Beste Actrice in een Hoofdrol met de televisieserie This Is England '88 – genomineerd.
- 2011 in de categorie Beste Actrice met de televisieserie This Is England '88 – gewonnen.

## Filmografie

### Films
Uitgezonderd korte films.
- 2018 Mother's Day - als Susan
- 2013 Convenience - als Levi
- 2013 Svengali - als Shell
- 2013 Hummingbird - als Dawn
- 2012 Anna Karenina - als oogstmeisje
- 2011 Stolen - als DC Manda Healy
- 2008 Filth and Wisdom - als Juliette
- 2006 This Is England - als Lol
- 2002 Tough Love - als Zoe Love
- 1999 A Room for Romeo Brass - als Ladine

### Televisieseries
Uitgezonderd eenmalige gastrollen.
- 2020-2024 Alex Rider - als mrs. Jones - 24 afl.
- 2022-2023 Trigger Point - als Lana Washington - 12 afl.
- 2022 Without Sin - als Stella - 4 afl.
- 2012-2021 Line of Duty - als Kate Fleming - 37 afl.
- 2018 Action Team - als Ruth Brooks - 6 afl.
- 2017 The Replacement - als Paula - 3 afl.
- 2016 The Secret Agent - als Winnie Verloc - 3 afl.
- 2015 This Is England '90 - als Lol - 4 afl.
- 2013 Broadchurch - als Karen White - 7 afl.
- 2011 This Is England '88 - als Lol - 3 afl.
- 2010 This Is England '86 - als Lol - 4 afl.
- 2010 Five Daughters - als Stacy Nicholls - 3 afl.

- Bibliothèque nationale de France: cb16739404g (data)
- Gemeinsame Normdatei: 1122674627
- International Standard Name Identifier: 0000 0000 4697 379X
- Library of Congress Control Number: no2008171022
- Système universitaire de documentation: 175903476
- Virtual International Authority File: 56439799
- WorldCat: E39PBJrgHGFkY6C46qQd67QjG3